# Maithuna

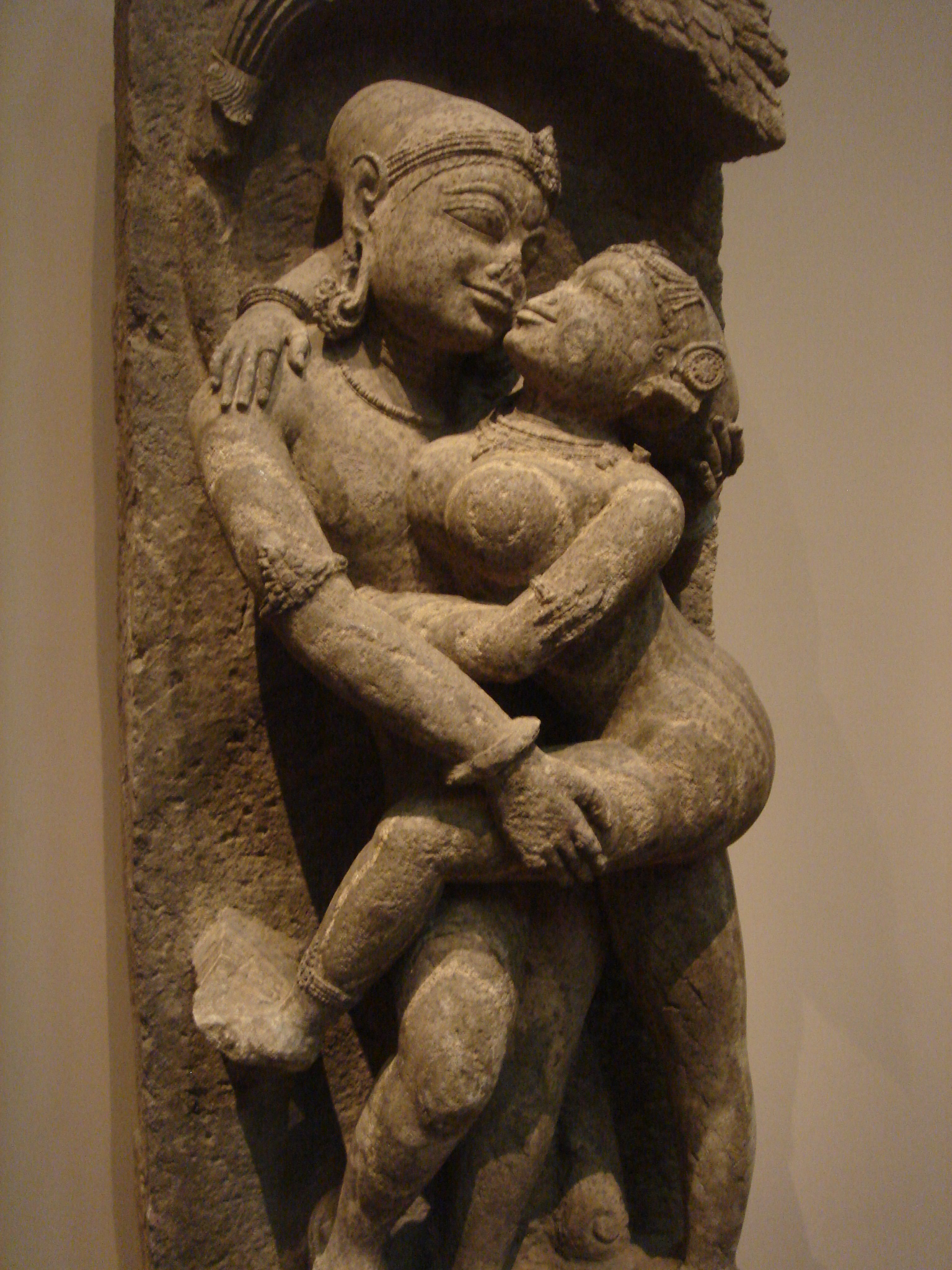
Coppia in Maithuna nello stato dell'Orissa, India

Maithuna o Mithuna è un termine Sanscrito usato nel Tantrismo, spesso tradotto come "Unione sessuale" in un contesto rituale.
Nella sezione più importante dei cinque Makara costituisce spesso il rituale principale del Tantra, conosciuto anche come Panchemakara, Panchatattva e Tattva Chakra. 
Sebbene alcuni scrittori, sette e scuole (per esempio Yogananda) lo considerino un atto puramente mentale e simbolico, guardando a diverse variazioni (o traduzioni) della parola maithuna, mostra chiaramente che quest'ultima si riferisce alla coppia maschio-femmina nella loro unione fisica, in senso sessuale, ed è sinonimo di kriya nishpatti. Esattamente come né lo spirito né la materia sono efficaci di per sé, ma lo sono lavorando insieme come coppia e portando armonia, allo stesso modo maithuna è efficace solo se l'unione è consacrata. La coppia, da umana, diventa divina: ella è Shakti ed egli è Shiva. Le scritture avvertono che, in mancanza di una trasformazione spirituale, l'unione diventa carnale e peccaminosa. 
È anche possibile esperire una forma di maithuna di tipo mentale. L'atto non esiste sul piano metafisico senza penetrazione sessuale, dove la Shakti e l'energia shakta si trasferiscono nel loro corpo sottile da sole. È quando questo trasferimento avviene in una coppia, incarnando la Dea e il Dio attraverso l'annichilimento dell'ego, che la realtà ultima e l'esperienza di beatitudine attraversa i corpi sottili uniti. 

## Significati principali di maithuna
- Coppia polarizzata
- Coppia
- Coppia amorosa

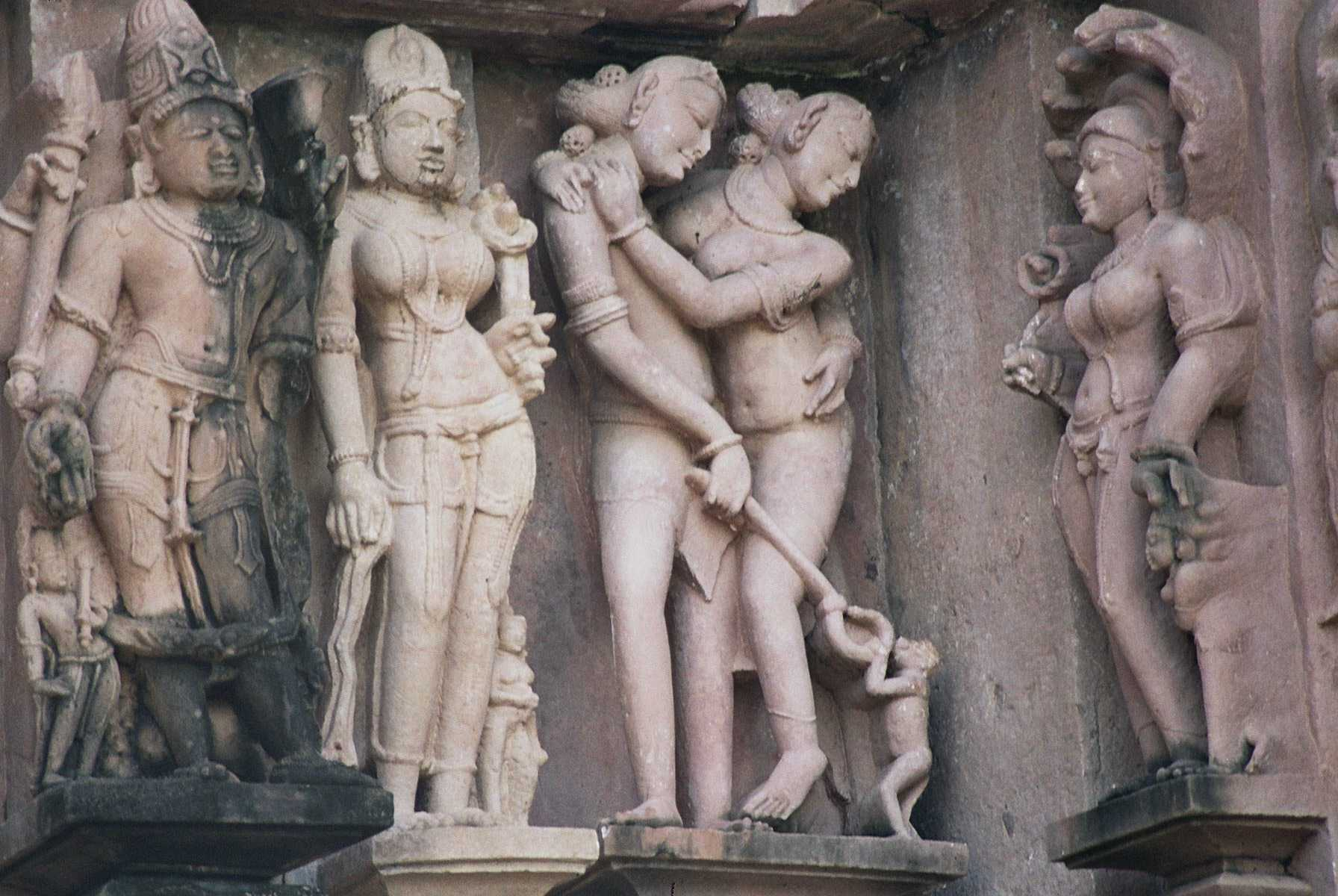
Maithuna nel tempio di Khajuraho

- L'intreccio armonioso della coppia rappresentata negli altorilievi e statue indiane presenti nei templi come Khajuraho e Konark Sun Temple.
- Il segno zodiacale dei Gemelli, che in India non è raffigurato come una coppia di gemelli come in Occidente, ma è rappresentata come una coppia in maithuna, derivante dalla parola sanscrita "mithuna", coppia.

## Altri modi di scrivere il termine

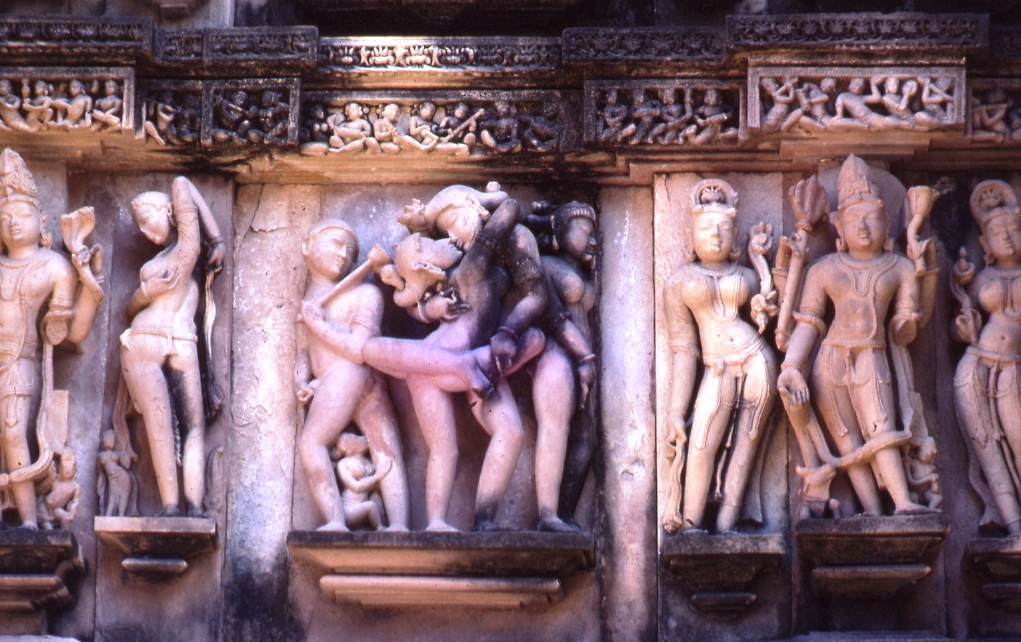
Maithuna, tempio Lakshmana, Khajuraho, Madhya Pradesh, India

•	Mithuna, mithunam: unione sessuale, copulazione, rapporto sessuale. (Sanscrito)
•	Maithunam dravyam: il fluido grezzo derivante dal rapporto sessuale.  (D.G. White, p. 84)